# Ichthyophis tricolor
Ichthyophis tricolor és una espècie de cecília de la família dels ictiòfids. És endèmica de la serralada dels Ghats Occidentals (sud de l'Índia), on viu a altituds d'entre 0 i 1.200 msnm. El seu hàbitat natural és el subsòl dels boscos tropicals semiperennes, els camps de conreu i les plantacions de cautxú. És una espècie en risc mínim, és a dir, no sembla que hi hagi cap amenaça significativa per a la seva supervivència. El seu nom específic, tricolor, significa 'tricolor' en llatí.